# Julianna Guill
Julianna Kyrie Guill (7 de julio de 1987) es una actriz, cantante y modelo estadounidense.

## Vida privada
Guill nació en Winston-Salem, Carolina del Norte, y se graduó de la RJ Reynolds High School en 2005; luego, asistió a la New York University antes de mudarse a California.

## Carrera
Guill ha aparecido en numerosas series de televisión como One Tree Hill, CSI: Miami, 90210, How I Met Your Mother y CSI: Crime Scene Investigation.
En 2009 apareció en la comedia adolescente Costa Rica Summer, lanzada en 2010, con reseñas negativas. 
Julianna también tuvo papeles pequeños en 2 Dudes And a Dream y Fired Up. En 2009 apareció con el papel principal de Katy en Road Trip: Beer Pong. La película, que fue lanzada directamente a DVD el 11 de agosto de 2009, es una secuela de la comedia de 2000 Road Trip.
En 2009 trabajó en la película Viernes 13. donde tuvo su primera escena de desnudo. Ese mismo año trabajó en la película My Super Psycho Sweet 16 y en 2012 tomó un papel en la producción La aparición. En 2011 tuvo un papel pequeño en una de sus películas más famosas, Crazy, Stupid, Love, interpretando a Madison. En 2012 junto a las también actrices Alison Brie y Cyrina Fiallo, formaron una banda llamada The Girls. Julianna entraría a una serie de televisión, "Girlfriends' Guide to Divorce", en el papel de Becca Riley, la nueva novia de Jake Novak. Luego, trabajó en la película Christmas Eve, junto a Patrick Stewart e interpretando a Ann.

## Filmografía

### Cine
| Año  | Título                     | Papel             |
| ---- | -------------------------- | ----------------- |
| 2004 | Be Good Daniel             | Jane              |
| 2005 | Woodrow Wilson             |                   |
| 2009 | 2 Dudes and a Dream        | Stacy             |
| 2009 | Viernes 13                 | Bree              |
| 2009 | Fired Up!                  | Amy               |
| 2009 | Road Trip: Beer Pong       | Katy              |
| 2010 | 5 Star Day                 | Vanessa           |
| 2010 | Closing Time               | C.C.              |
| 2010 | Costa Rican Summer         | Eva               |
| 2010 | Altitude                   | Mel               |
| 2011 | Crazy, Stupid, Love        | Madison           |
| 2011 | Dial M for Murder          | Janelle           |
| 2011 | Blast Off                  | Julia             |
| 2012 | La aparición               | Lydia             |
| 2012 | Mine Games                 | Claire            |
| 2012 | A Green Story              | Rebecca           |
| 2015 | Christmas Eve              | Ann               |
| 2016 | Capitán América: Civil War | Asistente de Tony |

### Series de televisión
| Año       | Título                            | Papel                               |
| --------- | --------------------------------- | ----------------------------------- |
| 2004      | One Tree Hill                     |                                     |
| 2005      | One Tree Hill                     | Ashley                              |
| 2006      | CSI: Miami                        |                                     |
| 2007      | CSI: Miami                        | Kelly                               |
| 2007      | CSI: Crime Scene Investigation    | Monica                              |
| 2008–2009 | My Alibi                          | Scarlet Haukkson                    |
| 2009      | How I Met Your Mother             | Maiden                              |
| 2009      | My Super Psycho Sweet 16          | Madison Penrose                     |
| 2009–2010 | 90210                             | Savannah Montgomery                 |
| 2010      | Cold Case                         | Bunny Hargreave                     |
| 2010      | Accidentally on Purpose           | Melissa                             |
| 2010      | The Subpranos                     | Sunshine                            |
| 2010      | 15 Minutes                        |                                     |
| 2010      | My Super Psycho Sweet 16: Parte 2 | Madison Penrose                     |
| 2010–2011 | Glory Daze                        | Christie Dewitt                     |
| 2011      | Community                         |                                     |
| 2011      | Psych                             | Vivienne                            |
| 2012–2013 | Underemployed                     | Bekah                               |
| 2013      | Bad Samaritans                    | Drew                                |
| 2013      | Mentes Criminales                 | Ashley Fouladi                      |
| 2014-2017 | Girlfriends' Guide to Divorce     | Becca Riley; 16 episodios           |
| 2018      | The Resident                      | Jessie Nevin; personaje recurrente  |
| 2019      | Into the Dark                     | Kara Wheeler; episodio: "Treehouse" |